# Gianvito Martino
Gianvito Martino (Bergame, Italie, 9 août 1962) est un médecin et chercheur en neurosciences italien.

## Biographie
Gianvito Martino a étudié la médecine et la neurologie à l'université de Pavie et effectué des périodes d'études et de recherche à l'Institut Karolinska à Stockholm et à l'université de Chicago. Il est le directeur de la division des neurosciences à l'Institut scientifique de l'Hôpital San Raffaele (Milan) et enseigne la biologie à l'université Vie-Santé Saint-Raphaël de Milan. Il est également professeur honoraire à l'université Queen Mary de Londres.

## Publications
Gianvito Martino a publié plus de 150 publications scientifiques dans des revues internationales.
Pour la maison d'édition « Editrice San Raffaele » il a écrit, en collabotation avec Edoardo Boncinelli, Il cervello. La scatola delle meraviglie (Le cerveau. La boîte de merveilles), publié en 2008. 
et a publié:
- La medicina che rigenera. Non siamo nati per invecchiare. (Le médicament qui se régénère. Nous ne sommes pas nés de vieillir) (2009)
- Identità e mutamento. La biologia in bilico. (Identité et changement) (2010), vainqueur du dixième édition du Prix "Fermi" de la ville de Cecina pour la divulgation de la science.